# Liane Moriarty
Liane Moriarty (15 de noviembre de 1966, Sydney) es una autora australiana. Entre sus novelas más exitosas se encuentran, Big Little Lies (Pequeñas mentiras) y Nueve perfectos desconocidos, que se adaptaron a series de televisión para HBO y Hulu, respectivamente.

## Biografía
Tras dejar los estudios, Moriarty trabajó en publicidad y marketing en una editorial jurídica. Luego dirigió su propia empresa The Little Ad Agency como redactora publicitaria independiente. En 2004, tras obtener una maestría en la Universidad Macquarie de Sydney, se publicó su primera novela Three Wishes, escrita como parte de la licenciatura.

## Adaptaciones
Su novela Big Little Lies fue adaptada a una serie de televisión por HBO, está protagonizada por Reese Witherspoon, Nicole Kidman, Shailene Woodley, Laura Dern, Zoë Kravitz y Alexander Skarsgård. La serie se estrenó el 19 de febrero de 2017.
En septiembre de 2013, CBS Films adquirió los derechos de una novela anterior de Moriarty, El secreto de mi marido (The Husband's Secret). En mayo de 2017, se anunció que la película estaría protagonizada por Blake Lively. En febrero de 2022, se anunció que Kat Coiro dirigiría la película para Sony Pictures.
Su novela Nueve perfectos desconocidos, publicada el 6 de noviembre de 2018, fue adaptada a una serie de televisión por Hulu, protagonizada y producida por Nicole Kidman.

## Vida personal
Moriarty vive en Sydney con su marido, Adam,  un exgranjero de Tasmania. Tienen dos hijos, George y Anna. Es la hermana mayor de la autora Jaclyn Moriarty.

## Novelas
- Tres deseos (2004)
- El último aniversario (2005)
- Lo que Alicia olvidó (2009)
- La historia de amor del hipnotizador (2011)
- El secreto de mi marido (2013)
- Pequeñas mentiras (2014)
- Un domingo como otro cualquiera (2016)
- Nueve perfectos desconocidos (2018)[14]
- Un revés inesperado (2021)[15]
- Apples Never Fall! ( 2021)[16]

## Libros para niños
La serie Space Brigade (también conocida como Nicola Berry: Earthling Ambassador ):
1. El problema petrificante con la princesa Petronella (ISBN 9780330423007, 2007)
2. El problema impactante en el planeta de Shobble (ISBN 9780330424707, 2009)
3. La guerra malvada en el planeta de la fantasía (ISBN 9780330425391, 2010)